# Христос в Гефсиманском саду (картина Куинджи)
«Христос в Гефсиманском саду» — картина русского художника Архипа Куинджи (1841/1842—1910), написанная в 1901 году. Она является частью собрания Воронцовского дворца-музея в Алупке и выставляется в Шуваловском корпусе дворца. Размер картины — 107,5 × 143,5 см.

## История и описание
Почти двадцать лет никому не показывал Куинджи своих новых картин. Наконец, осенью 1901 года он решил показать четыре картины своим ученикам, а затем, 4 ноября, и избранной группе зрителей, среди которых были профессора Академии художеств, а также Дмитрий Менделеев с женой. Среди этих картин было полотно «Христос в Гефсиманском саду», которое произвело большое впечатление на посетителей. Один из них, писатель Иероним Ясинский, написал об этом событии восторженную статью под названием «Магический сеанс у А. И. Куинджи», в которой было такое описание:
Опять собрался в складки чёрный коленкор — и мы увидели тёмный густолиственный кедровый и масленичный сад на горе Елеонской с ярко-тёмно-голубой прогалиной посредине, по которой, облитый тёмным лунным светом, шествовал Спаситель мира. Это — не лунный эффект, это — лунный свет по всей своей несказанной силе, золотисто-серебряный, мягкий, сливающийся с зеленью деревьев и травы, и пронизывающий собою белые ткани одежды. Какое-то ослепительное, непостижимое видение…
«Христос в Гефсиманском саду» — одна из немногих тематических картин в творчестве пейзажиста Куинджи. Судя по всему, главной целью художника была не новая интерпретация евангельского сюжета, а возможность использовать эффект лунного освещения для передачи напряжения и драматизма ситуации. В центре полотна изображён освещённый лунным светом Христос в белой одежде, а весь окружающий его Гефсиманский сад покрыт непроглядной тьмой, в которой прячутся противопоставляемые Христу злодеи. В целом цветовая гамма картины перекликается с эффектами освещения в «Лунной ночи на Днепре», но не повторяет её, а помогает произвести эмоциональное воздействие на зрителя.

## Отзывы
Искусствовед Владимир Петров писал в своей статье, посвящённой 150-летию со дня рождения Архипа Куинджи:
А в самом начале XX века Куинджи создал и картину, наиболее концентрированно воплотившую его представления о нравственном идеале — «Христос в Гефсиманском саду» (1901, Алупкинский дворец-музей). Сюжет, не раз привлекавший его товарищей-передвижников (В. Г. Перова, Н. Н. Ге, В. Д. Поленова и др.), Куинджи интерпретировал соответственно своему переживанию космического смысла бытия — фигура освещённого лунным сиянием Христа действительно являет в его картине «свет от света» и запечатлена в резком контрасте с окружающей тьмой, с которой сливаются подступающие к Христу носители зла. Величие и в то же время одинокая обречённость образа «Показавшего Свет» переданы Куинджи с глубокой, выстраданной выразительностью — живописец, веривший в свет и любовь, считал судьбу христианского учения драматичной, ибо, по мнению художника, «люди переделали его на свой лад, применительно к своим удобствам».